# Lantana
Lantana es un género de la familia Verbenaceae con más de 100 especies, en su mayoría americanas. Comprende 314 especies descritas y de estas, solo 131 aceptadas.

## Descripción
No suele sobrepasar los 2 m de altura. Hojas opuestas, ovales, dentadas, ásperas. Inflorescencia en corimbos. Existen numerosas variedades según el color de sus flores (rojas, amarillas, rojas y amarillas simultáneamente, moradas, azules, blancas, etc.) y también teniendo en cuenta su porte. Hojas y frutos (estando aún verdes) tóxicos, estando maduros suelen ser devoradas por los pájaros, que son el medio más habitual de propagación en su estado natural. Flores con peculiar y penetrante olor, durante gran parte del año. Planta invasiva en ciertos lugares del mundo (Australia).

## Cultivo
Exigencias: Se adaptan a todo tipo de suelos si son sanos. Resisten muy bien la sequía. Exposición a pleno sol. Viven varios años, pero en zonas demasiado frías se la cultiva como planta anual. La variedad comercialmente más importante es la Lantana camara, con flores generalmente rojas y amarillas.
Poda: Se pueden podar fuertemente, recuperándose con rapidez.
Control fitosanitario: Por ser tóxica, no suele ser devorada por herbívoros ni muy atacada por parásitos o enfermedades. Pulgón rojo.
Reproducción: Por semillas, o mejor por estaquillas al comienzo de la primavera, debiendo obtenerse las mismas de las ramas que ya se hayan convertido en madera.
Usos: La lantana es cultivada fundamentalmente como planta decorativa, por su rápido crecimiento y sus alegres y abundantes flores de colores durante gran parte de año. Algunas especies se usan para atraer a las mariposas o para favorecer a las abejas melíferas, y otras (en la India) para ejecutar labores de artesanía (como alternativa al bambú).

## Taxonomía
El género fue descrito por Carlos Linneo y publicado en Species Plantarum 2: 626. 1753. La especie tipo es:  Lantana camara L.

## Especies seleccionadas
- Lantana alba Mill. (Cariaquito blanco)
- Lantana bamara L. (Cariaquito colorado)
- Lantana camara L.
- Lantana canescens Kunth (romanceta[4])
- Lantana depressa
- Lantana involucrata L. (cariaquito blanco[4] o cariaquito encarnado)
- Lantana montevidensis (Salvia de Uruguay) Spreng.
- Lantana sellowiana
- Lantana trifolia L. (Cariaquito morado)

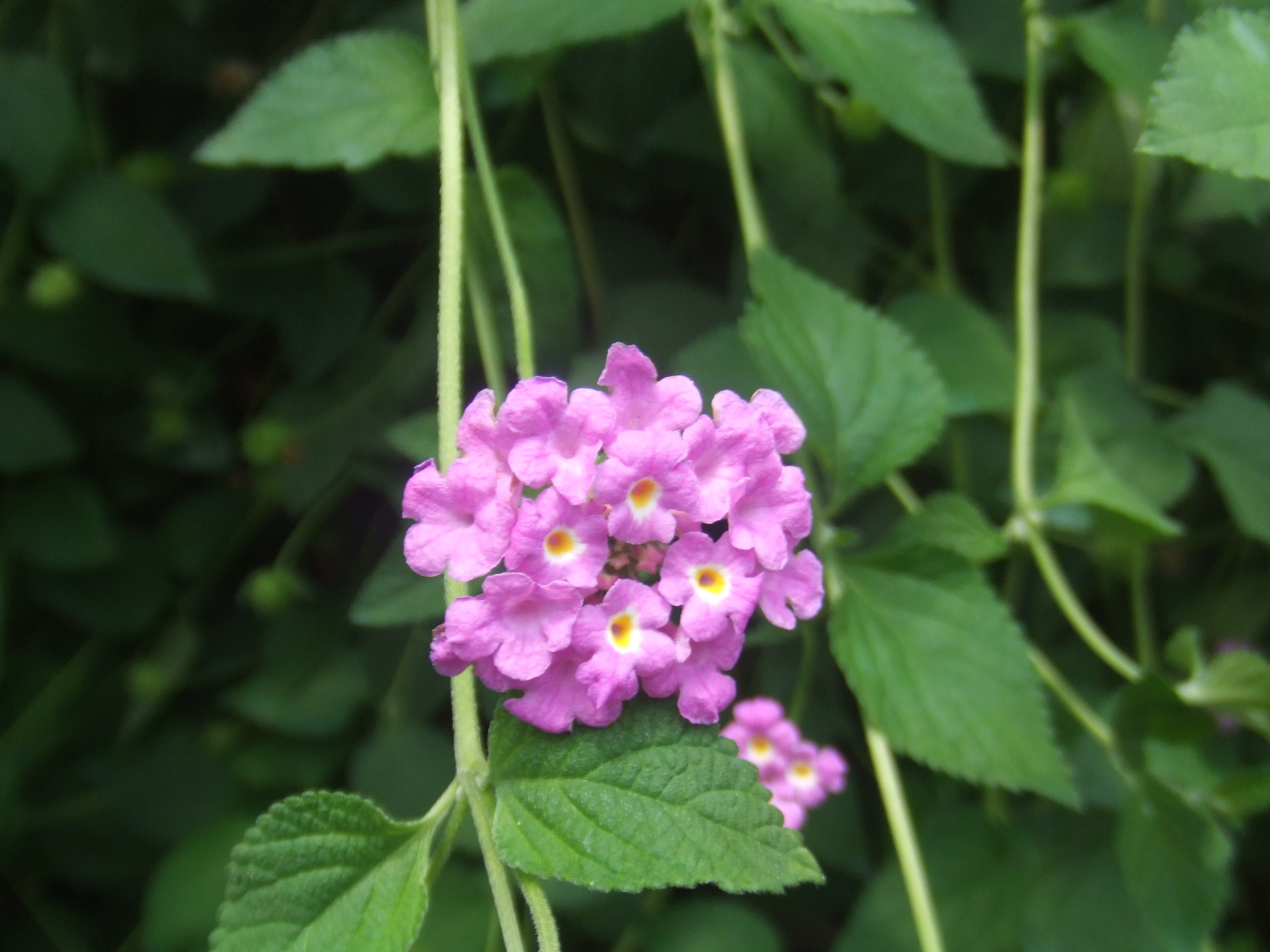
Lantana montevidensis
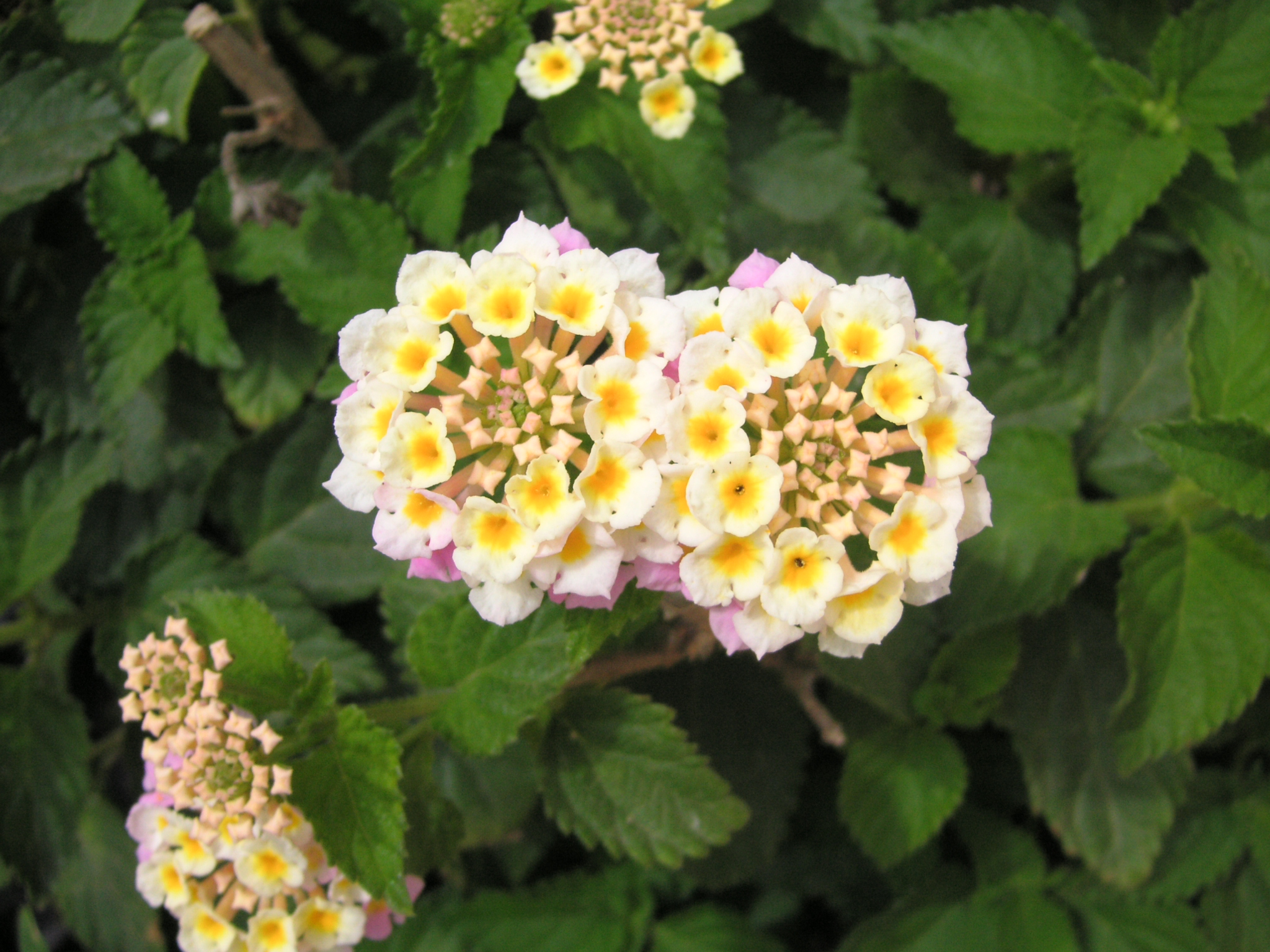
Lantana camara
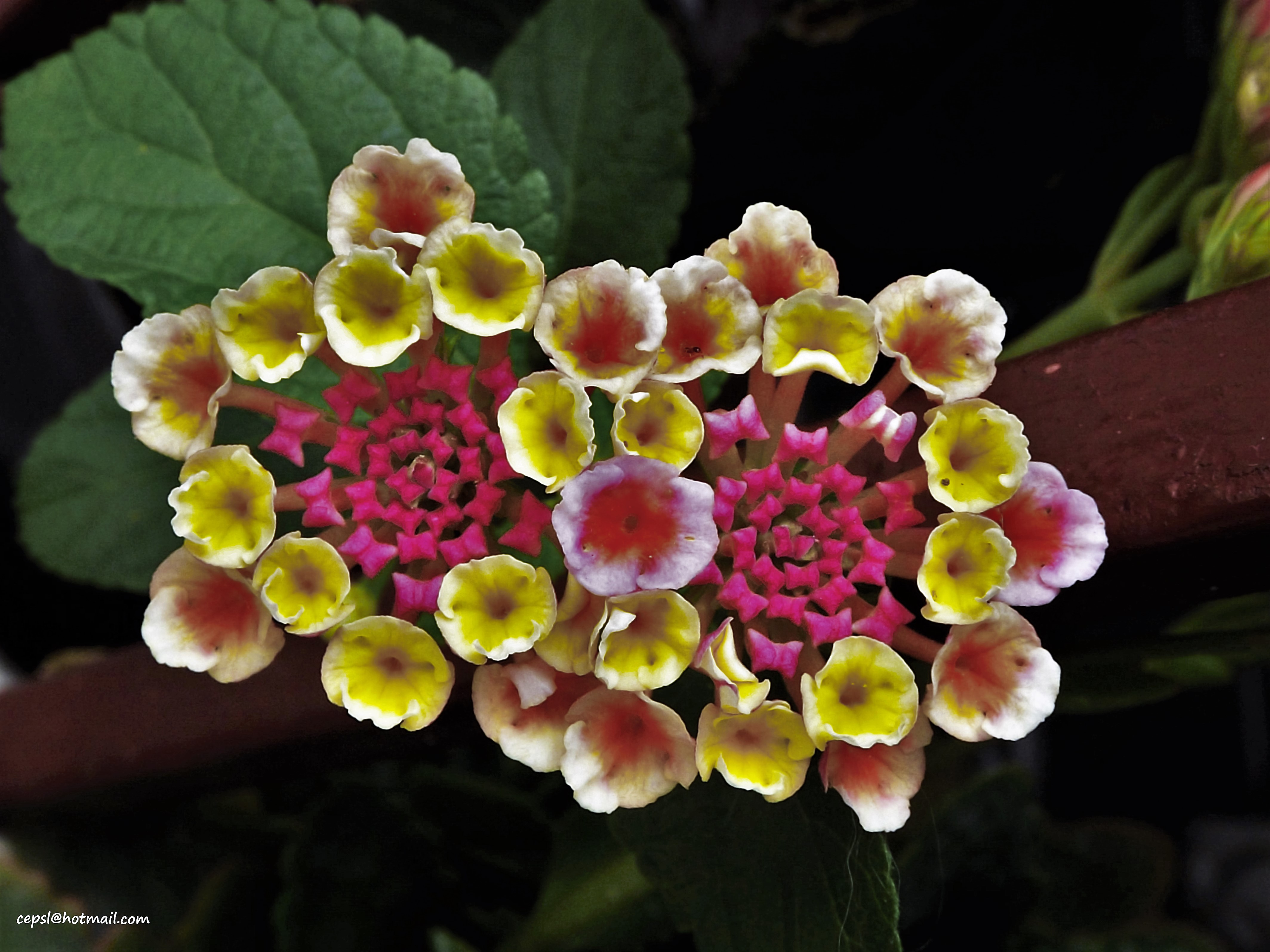
Lantana trifolia
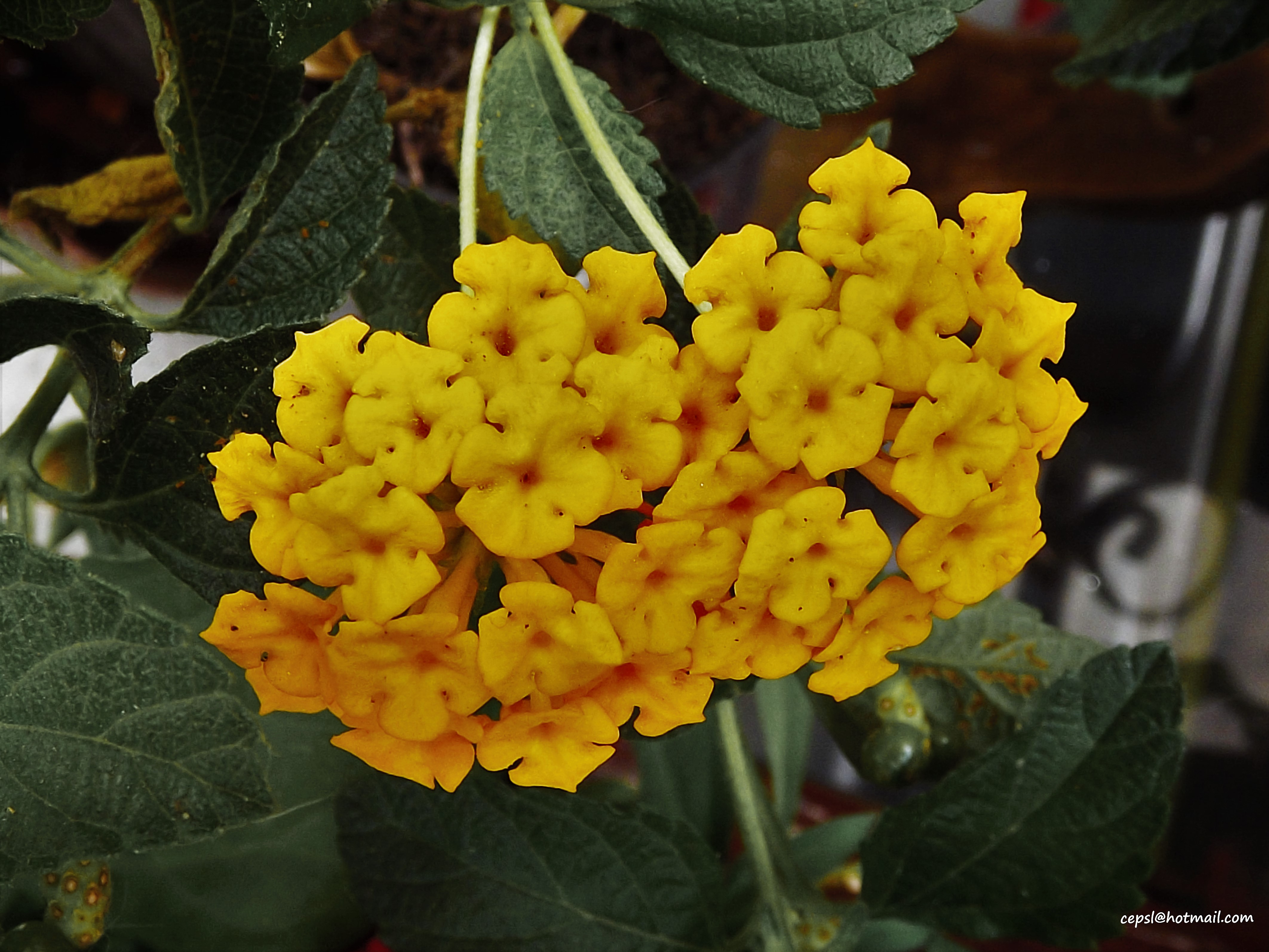
Lantana camara 'flava'

## Nombres comunes
- Bandera española (en España), lantana (en EE. UU.), cuasquito (en Nicaragua), carriaquillo (en Puerto Rico), cariaquito (en Venezuela), cinco negritos (en El Salvador), palabra de mujer (en algunas regiones de México), filigrana[4] (en Cuba).